# Похороните меня за социум
«Похороните меня за социум» — четвёртый студийный альбом Алёны Швец, выпущенный 20 октября 2018 года на лейбле «Холодные звуки», дистрибьютором выступила компания Rhymes Music. Альбом занял 96-е место в топе BOOM. После релиза, 25 января 2019 года, песня «Соперница» была выпущена в качестве сингла.

## Критика
| Оценки критиков | Оценки критиков |
| Источник        | Оценка          |
| --------------- | --------------- |
| InterMedia      | [ 4 ]           |

Музыкальный критик Алексей Мажаев из издания InterMedia назвал альбом «довольно неровным», добавив: «Пару песен из него можно было легко выбросить за ненадобностью, но достойных треков заметно больше».

## Список композиций
| №                   | Название             | Длительность |
| ------------------- | -------------------- | ------------ |
| 1.                  | «Мальчик из Питера»  | 2:14         |
| 2.                  | «Нелюбовь»           | 2:50         |
| 3.                  | «Кудрявые»           | 3:04         |
| 4.                  | «Твоя школьница»     | 2:31         |
| 5.                  | «Химический элемент» | 2:18         |
| 6.                  | «Соперница»          | 2:09         |
| 7.                  | «Поджог»             | 3:14         |
| 8.                  | «Звёзды в 3:05»      | 2:00         |
| Общая длительность: | Общая длительность:  | 20:20        |